# Папа Мартин V
Папа Мартин V (јануар или фебруар 1369 – 20. фебруар 1431) је био папа (11. новембра 1417 — 20. фебруара 1431), који је успоставио папску власт у Риму.

## Порекло и политички успон
Родио се јануара или фебруара 1369. године у месту Ђенацано, као син Агапита Колоне и Катарине Конти. Био је члан богате и цењене италијанске породице Колона. Римски антипапа Урбан VI (антипапа 1378—1389) га је поставио за високог функционера Папства у Риму, а римски антипапа Иноћентије VII (антипапа 1404—1406), га је именовао за кардинала. Године 1410. постао је изасланик антипапе Пизе, Александра V (антипапа 1409—1410), у Бохемији да преговара са Јаном Хусом.

## Сабор у Констанци и Мартиново седање на Свету столицу
Антипапа у Пизи Јован XXIII (папа 1410—1415), се 1414. одрекао антипапске столице па је прешао на уједињење антипапа и бирање новог правог папе. Арагонски краљ Алфонсо је одржао седницу да би поставио свог папу у Риму. Већина арагонског свештенства била је да авињонског папу Бенедикта XIII (антипапа 1394—1423) устоличи као антипапу Пизе (тиме би Бенедикт постао нови папа), али Алфонсо је био против њега и био је за римског антипапу Гргура XII. На крају 11. новембра 1417. године за папу је изабран кардинал Одо Колона, који узима име Мартин V, али Алфонсо је био против њега. То је изазвало многе побуне у Арагону, а посебно у Сарагоси и Валенсији, па чак и напад Кастиље. На крају је 1430. године морао да призна Мартина за папу. После завршетка сабора Мартин у мају 1418. креће ка Риму и у град стиже у септембру 1420. године.

## Мартинове особине и односи са суседима
Мартин је био веома умерен, образован и способан. Почео је да обнавља Папску државу и укинуо је фискализам и централизам и врло брзо се учврстио на власти.

## Антипапе

### Антипапе Бенедикт XIV и други Бенедикт XIV
Бенедикт XIII је умро 1423, а онда је Бернард Гарниер постао антипапа Бенедикт XIV, а Бенедикта је 1429. године наследио Жан Кариер, који је исто узео име Бенедикт XIV, који је умро 1437. године.

### Антипапа Климент VIII
У пролеће 1430 Мартин је послао своје легате у Кастиљу да би утицали на склапање мира између Кастиље и Арагона. После успешног задатка, који су извршили легати у Арагону се против Алфонса подигла побуна, којој су се придружила и краљева браћа. Алфонсова војска није могла да се бори јер је била превише исцрпљена. Побуни се придружује и кардинал од Фоиша. Он је чак Гила Санчеза Муњоза, надбискупа Мајорке, именовао за антипапу Климента VIII, који уопште није био активан.

## Култ пресветог имена Исусовог
Мартин је позвао проповедника и фрањевца Јована Капистрана пошто је проповедао култ пресветог имена исусовог и још био оптужен за јерес. Капистран је тако речито бранио своје пријатеље да је и сам папа прихватио култ пресветог имена Исусовог.

## Односи са Напуљском краљевином и смрт
Још по доласку на власт погоршао се Мартинов однос са Јованом, краљицом Напуља. Мартин је чак и склопо савез против ње. У том савезу је била Ђенова и анжујски војвода Луј III, који је био Јованин рођак и који је имао право на напуљски престо. Те године је Луј извршио инвазију на Кампанију. Алфонсо је по Јованином позиву дошао у јулу 1421. године и освојио Напуљ и тако постао Јованин престолонаследник. Луј је после тога изгубио подршку Мартинову, а истовремено су се погоршали Јованини односи са Алфонсом, који се окренуо против ње и у мају 1423. године освојио њену палату. Јована је некако успела да побегне и да се састане са Лујем, да раскине свој уговор са Алфонсом и да Луја прогласи за свог наследника. Алфонсо се повукао у априлу 1424. године, а Јована је повратила све своје области осим замака Кастилије де Ороа и Новог дворца.
Алфонсо је био толико очајан да је 1326. године склопио савез са Млечанима и Фиренцом и тиме је објавио рат Војводству Милану. Са њима су у септембру 1430. године становници Тарента склопили савез. Мартин их је подржавао у томе, али је умро већ 20. фебруара 1431. године.